# Università medica di Pyongyang
L'Università medica di Pyongyang è la più importante scuola di medicina della Corea del Nord.

## Storia
Dopo che il Dipartimento delle Scienze Mediche dell'università Kim Il-sung venne separato nel 1948, il governo nordcoreano fondò a Pyongyang l'Università medica.
Nel 1962, Kim Bong-han, un professore dell'Università medica, affermò di aver trovato la struttura anatomica dei meridiani-collaterali, rinominandoli in corpuscoli Bonghan (BHCs) e dotti Bonghan (BHDs).
Il 4 novembre 2010, il leader nordcoreano Kim Jong-il fece visita all'università.